# Fear of Music
Albums de Talking Heads
More Songs About Buildings and Food
(1978) Remain in Light
(1980)
Singles
1. Life During Wartime
Sortie : 14 octobre 1979
2. I Zimbra
Sortie : 14 octobre 1979
3. Cities
Sortie : 8 juillet 1980

Fear of Music est le troisième album studio de Talking Heads, sorti le 3 août 1979.

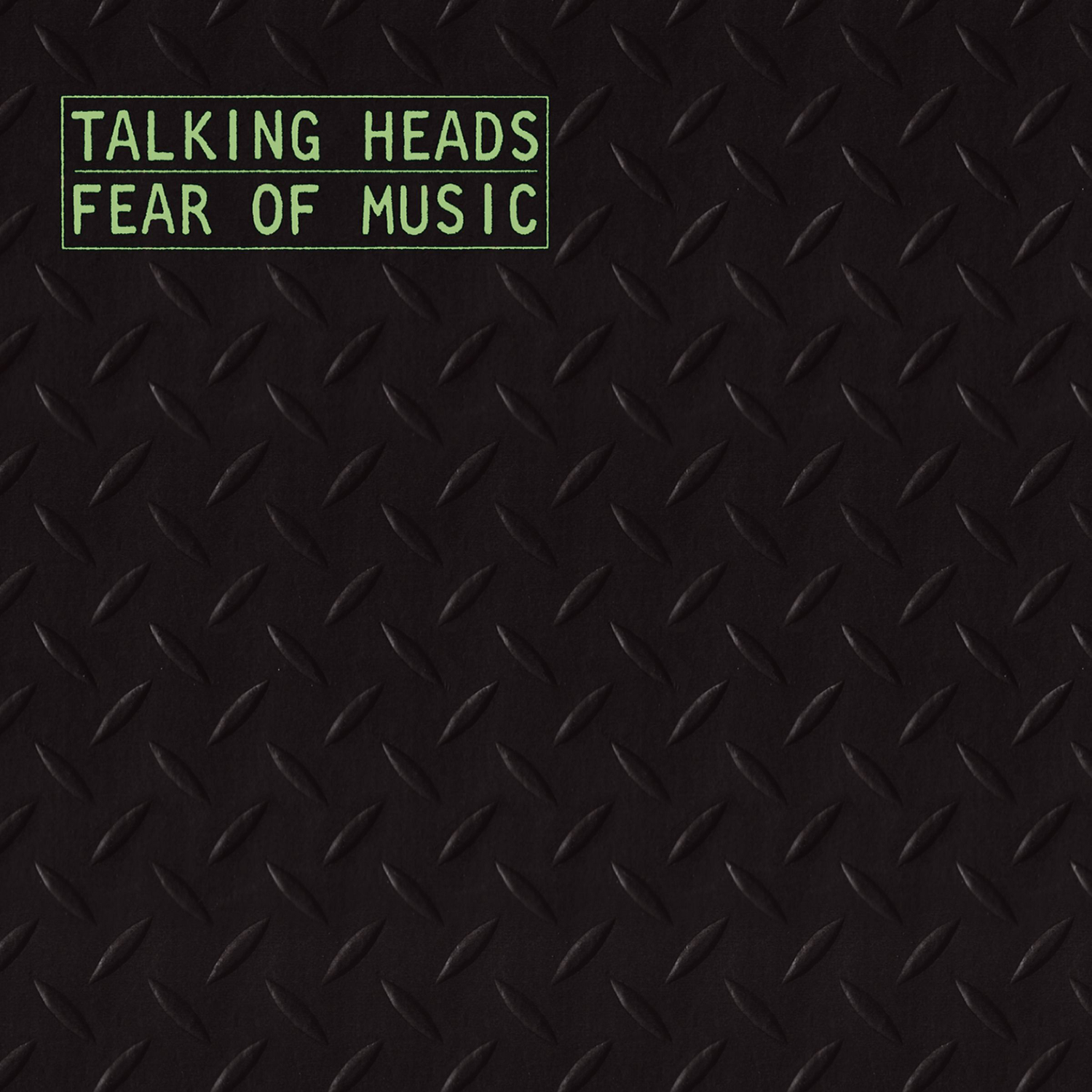

L'album s'est classé 21e au Billboard 200 et a été certifié disque d'or par la Recording Industry Association of America (RIAA) le 17 septembre 1985.
Bien que n'ayant atteint que la 29e place des charts britanniques, le journaliste musical Lester Bangs a déclaré qu'il s'agissait du « meilleur album des Heads à ce jour ». Il fait partie de l'ouvrage Les 1001 albums qu'il faut avoir écoutés dans sa vie.
En 2004, Pitchfork l'a classé 31e du « top des 100 meilleurs albums des années 1970 ». En octobre 2013, le magazine NME l'a rangé à la 171e place de ses « 500 meilleurs albums de tous les temps ».

## Liste des titres
| 1. | I Zimbra                 | David Byrne, Brian Eno, Hugo Ball                        | 3:09 |
| 2. | Mind                     | David Byrne                                              | 4:13 |
| 3. | Paper                    | David Byrne                                              | 2:39 |
| 4. | Cities                   | David Byrne                                              | 4:10 |
| 5. | Life During Wartime (en) | David Byrne, Chris Frantz, Jerry Harrison, Tina Weymouth | 3:41 |
| 6. | Memories Can't Wait      | David Byrne, Jerry Harrison                              | 3:30 |

| 1. | Air             | David Byrne                 | 3:34 |
| 2. | Heaven          | David Byrne, Jerry Harrison | 4:01 |
| 3. | Animals         | David Byrne                 | 3:30 |
| 4. | Electric Guitar | David Byrne                 | 3:03 |
| 5. | Drugs           | David Byrne, Brian Eno      | 5:10 |

| 1. | Psycho Killer (Live) |  |
| 2. | New Feeling          |  |

| 12. | Dancing for Money (Unfinished Outtake)  | David Byrne                                              | 2:42 |
| 13. | Life During Wartime (Alternate Version) | David Byrne, Chris Frantz, Jerry Harrison, Tina Weymouth | 4:07 |
| 14. | Cities (Alternate Version)              | David Byrne                                              | 5:30 |
| 15. | Mind (Alternate Version)                | David Byrne                                              | 4:26 |

## Personnel
| - David Byrne : voix, guitare - Jerry Harrison : guitare, claviers, voix - Tina Weymouth : basse, voix - Chris Frantz : batterie | - Brian Eno : instruments électroniques, voix - The Sweetbreaths : voix - Julie Last : voix (I Zimbra) - Robert Fripp : guitare (I Zimbra) - Ari : congas (I Zimbra, Life During Wartime) - Gene Wilder : congas (I Zimbra, Life During Wartime) - Hassam Ramzy : surdo (I Zimbra) - Abdou M'Boup : djembé, batterie (en voix) (I Zimbra) - Assane Thiam : percussions (I Zimbra) |